# Bothwell Browne

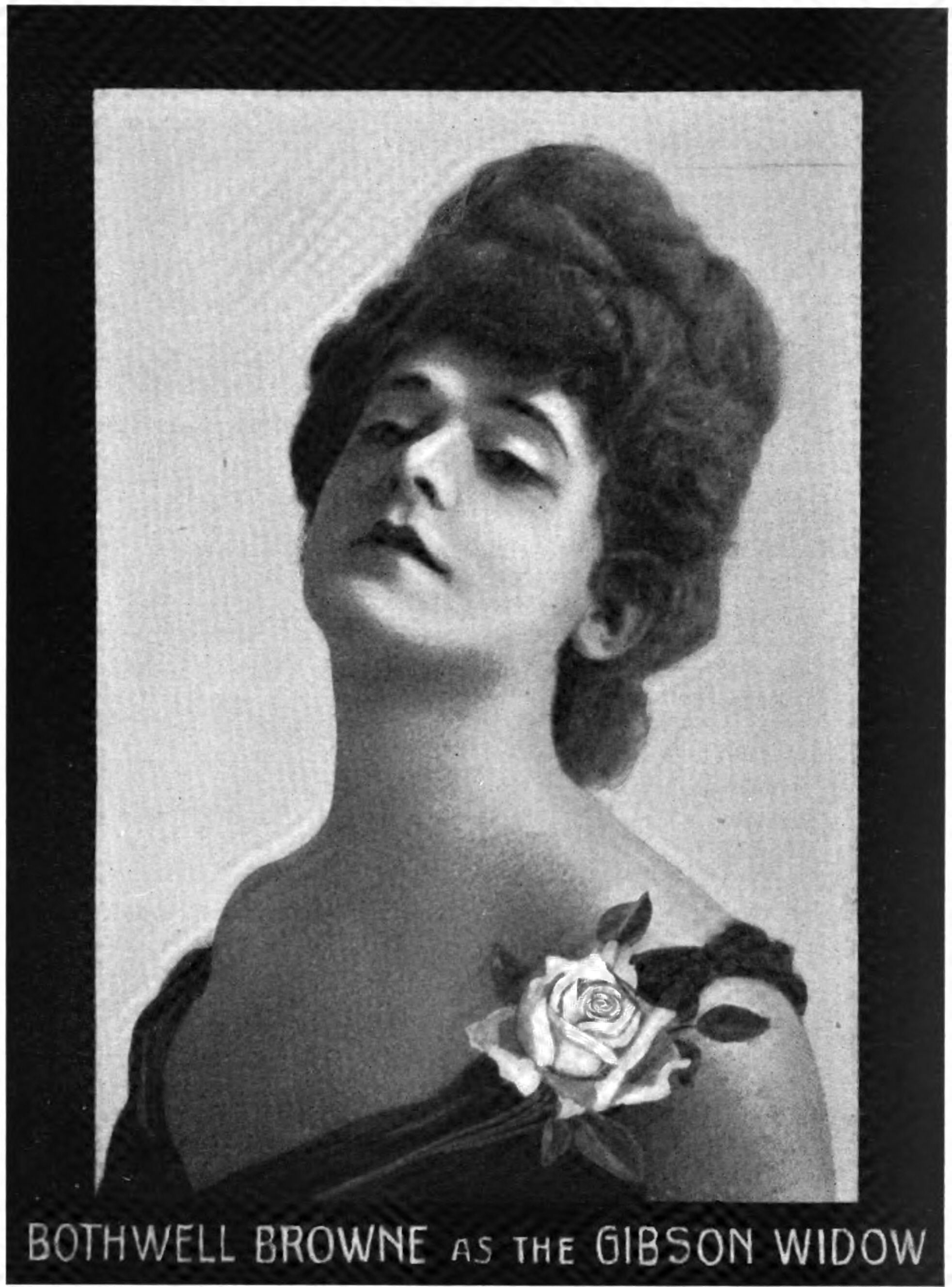
Bothwell Browne caracterizado en 1908.

Bothwell Browne (nacido Walter Bothwell Bruhn; 1877 - 1947) fue un artista estadounidense-danés y actor cinematográfico, más conocido como transformista.

## Primeros años
Nacido en Copenhague, Browne se crio en San Francisco y desarrolló una carrera en el vodevil. En cierto momento comenzó a actuar travestido a dúo con la imitadora masculina Kathleen Clifford. Fue en Nueva York en 1908, cuando el The New York Times informa por primera vez sobre él al demandar a Texas Guinan sobre los derechos de un acto escénico representando a una Gibson Girl.

## Carrera
Intencionadamente o no, Browne compitió con el más famoso y conocido imitador femenino Julian Eltinge. Algunas audiencias, y directores de teatro, encontraban su actuación más seductora y por tanto más inquietante que la de Eltinge. La producción de Broadway Miss Jack de Browne se estrenó en septiembre de 1911 en el Herald Square Theater, exactamente una semana antes de la más exitosa  The Fascinating Widow de Eltinge.
La única aparición en una película de Browne fue en la producción de 1919 de Mack Sennett Yankee Doodle in Berlín, la película de mayor presupuesto hasta ese momento de Sennet, y un poco de propaganda de la  Primera Guerra Mundial. Fue lanzada paralelamente a la película antialemana de Eltinge Over the Rhine, (que volvería a ser relanzada como The Isle of Love tres años más tarde).
El mismo año Browne apareció como cabeza de cartel en el  Palace Theater de Nueva York, la más cotizada sede del vodevil estadounidense, en diciembre de 1919, acompañado en el escenario por las Sennett Bathing Beauties. Fue la cumbre de su carrera. Posteriormente se retiró para impartir clases de baile en San Francisco; murió en Los Ángeles a los 69-70 años.